# U 95 (Kriegsmarine)

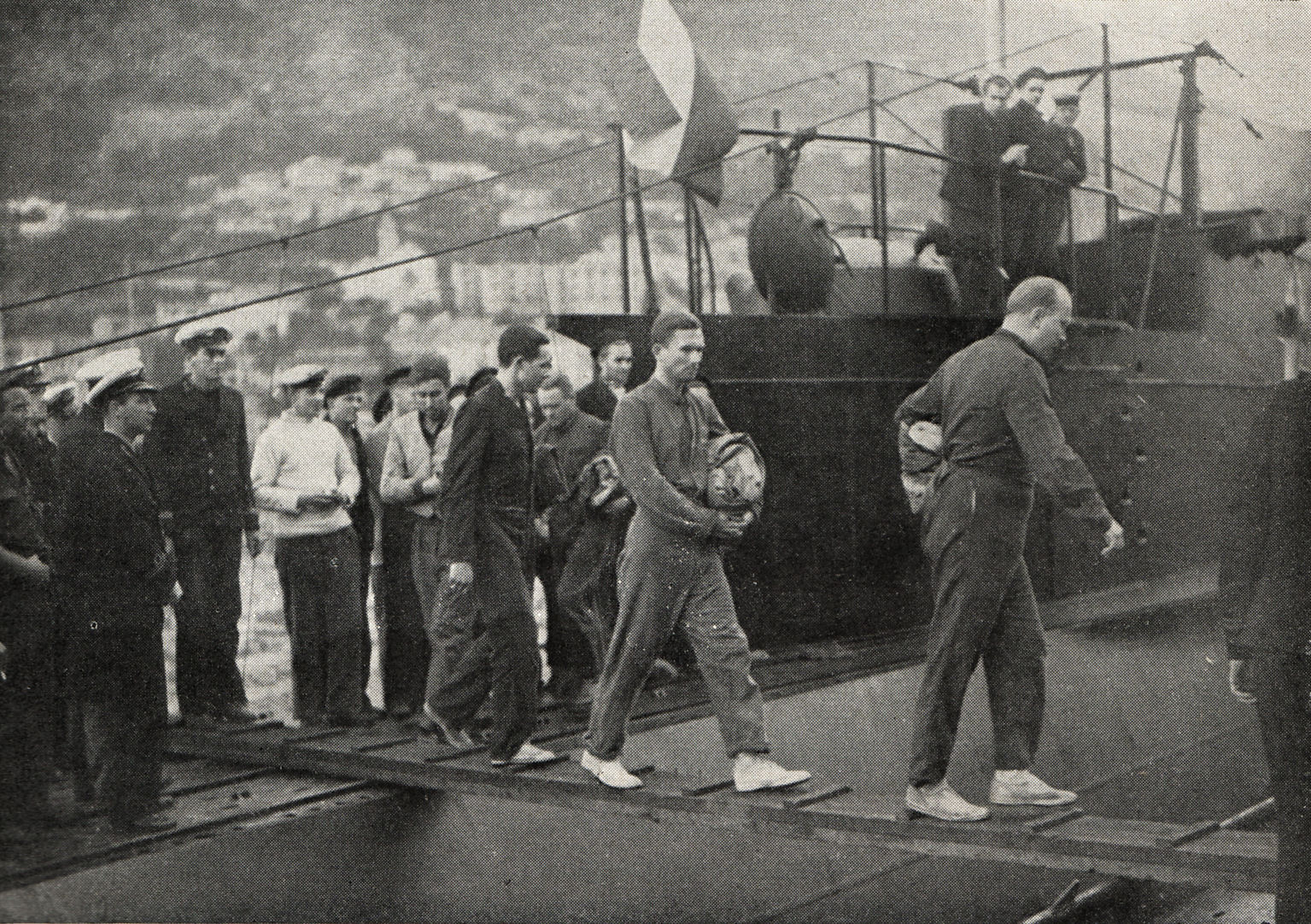
De Hr. Ms. O 21 zet de krijgsgevangen bemanning van de U 95 af te Gibraltar.

De U 95 was een type VIIC U-boot van de Duitse Kriegsmarine tijdens de Tweede Wereldoorlog. De boot stond onder commando van korvetkapitein Gerd Schreiber.

## Ondergang
De U 95 werd getorpedeerd door de Nederlandse onderzeeboot O 21 op 28 november 1941, ten westen van de Middellandse Zee, zuidwestelijk van Almería, Spanje, in positie 36° 24′ 0″ NB, 3° 20′ 0″ WL.
Tijdens de Tweede Wereldoorlog werden er in totaal slechts veertien Duitse onderzeeboten tot zinken gebracht door geallieerde onderzeeërs.
De U 95 verloor vijfendertig man, maar twaalf opvarenden, waaronder de Duitse commandant Gerd Schreiber, overleefden. De O 21 zette hen als krijgsgevangenen af te Gibraltar.